# Bright Black Heaven
Albums de Blaqk Audio
CexCells
(2007)
Bright Black Heaven est le deuxième album du groupe d'électro-pop américain Blaqk Audio.

## Liste des titres
| 1.    | Cold War                  | 2:30 |
| 2.    | Fade To White             | 3:30 |
| 3.    | Faith Healer              | 4:45 |
| 4.    | Deconstructing Gods       | 4:45 |
| 5.    | Everybody’s Friends       | 3:56 |
| 6.    | Let’s Be Honest           | 4:20 |
| 7.    | With Your Arms Around You | 4:27 |
| 8.    | Bliss                     | 4:09 |
| 9.    | Bon Voyeurs               | 3:59 |
| 10.   | The Witness               | 3:18 |
| 11.   | Say Red                   | 3:53 |
| 12.   | Ill-Lit Ships             | 4:49 |
| 48:16 |                           |      |